# 离开梦幻岛
《离开梦幻岛》（英語：Leaving Neverland）是2019年纪录片，由英国导演丹·里德执导、制片。影片讲述两名自稱幼年时被歌手迈克尔·杰克逊性虐待的男子韦德·罗布森和詹姆斯·萨菲查克的單向自述经历。本片由英国第四台和美国HBO联合制作，于2019年1月25日在2019年圣丹斯电影节首映，3月在英美分两集播出。

## 概述
1993年，迈克尔·杰克逊被指控性虐待13岁的乔丹·钱德勒。杰克逊否认了有关罪行，以1533万美元的赔偿金及外加诉讼费达成庭外和解。和解协议包含一份秘密文件。杰克逊没有被提起刑事指控。2005年，杰克逊再度被控性侵犯儿童，这次他得到无罪释放。
韦德·罗布森、詹姆斯·萨菲查克（James Safechuck）和他们的家人们在本片中讲述了他们和杰克逊的关系。萨菲查克和罗布森指控杰克逊在加利福尼亚州的梦幻乐园和世纪城家中性侵他们。

## 制作
里德没有评论杰克逊的行为或动机，保持纪录片“中立”。他认为，要想让观众完全了解这件复杂的事，需要花四小时的时长。在拍摄时，里德没有联系到钱德勒，认为钱德勒一直在隐居。
2018年2月，里德和助理制片玛格丽特·高丁（Marguerite Gaudin）飞往夏威夷采访罗宾，带着“七个装着设备的厚重箱子，飞越夏威夷火山烟雾缭绕的侧翼，进入小小的木屋”。这是罗布森第一次就他作出的指控接受电视采访。他同意将自己的故事从头到尾讲一遍，不漏掉细节。开拍没多久，一台相机出故障需要修整，拍摄到了晚上才继续，一直到第二天整天。那个星期晚些时候，里德前往洛杉矶，花了两天拍摄萨菲查克的故事。
拍摄结束后，里德回到伦敦证实他拍的故事。后来他想知道罗布森和萨菲查克的母亲是怎样允许别人虐待她们的儿子，于是在2018年11月回到洛杉矶采访两位儿子的家人。他还打算采访负责1993年案件和2005年审判的前警探和检察官，后来认为没必要便打消了念头 。
配乐由查德·霍布森（Chad Hobson）作曲。里德认为钱德勒和加文·阿维佐（Gavin Arvizo）能拍第二部。

## 发行
影片于2019年1月25日在2019年圣丹斯电影节上首映，2019年3月3日到4日分两集在美国播出。精简版于3月6日和7日在英国播出。影片还在德国、西班牙、挪威、瑞典、以色列、新西兰等国播出。
在美国，3月3日的节目获得129万观众收看，18至49岁年龄段收视率0.41。3月4日的节目有92.7人观看，18至49岁年龄段收视率0.26。在节目播出前的特辑《奥普拉·温弗瑞呈现：逃离梦幻岛之后》（Oprah Winfrey Presents: After Neverland）中，同为性虐待受害者奥普拉·温弗瑞在有相同经历的观众及其家人面前，采访了罗布森、萨菲查克和里德。在节目中，里德表示罗布森、萨菲查克和他们的家人没有因这部影片获得赔偿。特辑获得78万人观看，18至49岁年龄段收视率0.23。

## 回应
纪录片引起媒体重新审视杰克逊的遗产。据报道，纪录片面世后，多个电台撤掉杰克逊的作品，包括加拿大电台CKOI-FM和Rythme FM、荷兰电台NH和新西兰电台NZME。新西兰国家广播电台表示不会在日常音乐节目中播放杰克逊的歌曲，并且申请对所有正在播放的节目进行编辑处理，“除非作为新闻片段的一部分，或为评论提供背景才能播放”。英国国家足球博物馆搬走迈克尔·杰克逊塑像。由杰克逊客串的《辛普森一家》剧集《我爸爸飞出了杜鹃窝》也被撤下。

### 杰克逊庄园和支持者声音
2019年1月，杰克逊庄园发布新闻稿谴责影片，表示：“两名指控者起誓所作的证言从未发生。他们没有拿出独立证据，也绝对找不到支持他们指控的证据”。尽管杰克逊歌迷们抗议，圣丹斯电影节并未撤下影片。里德说：“我相信，但凡看了这部影片的人会体会到男士们和他们家人们在情感上的损伤。”在首映礼上，里德和萨菲查克受到观众起立鼓掌。他们在现场直言收到歌迷的死亡恐吓。
2月，杰克逊庄园向HBO提起1亿美元的诉讼，请求法院强制电视台就播放影片的计划作仲裁合作。由于杰克逊已经去世，不能以诽谤起诉HBO。因此，庄园声称HBO违反了1992年签订的转播杰克逊演唱会电影《布加勒斯特现场：危险之旅巡回演唱会》的播出协议，当时HBO同意永不“贬损”杰克逊的公众形象。影片上集播出当天，庄园便在YouTube发布演唱会电影。翌日第二集播出，演唱会又发布了《1988年7月16日温布利演唱会》的影片。
杰克逊的儿时玩伴、演员科瑞·費爾德曼表示，杰克逊从未对他图谋不轨，认为纪录片“片面”。然而，他后来改变立场不再为杰克逊辩护，表示为声援受害者，重要的是“考虑这件事的方方面面，尽管可能会让人不舒服”。影片提到的另一位杰克逊童年好友布雷特·巴尼斯（Brett Barnes）表示会起诉HBO。杰克逊的挚友马克·莱斯特表示：“我感到很不舒服。这不是我认识了30多年的迈克尔·杰克逊。这不是我小时候认识的那个男人。”

### 专业评价
在烂番茄，影片获得65条评论，新鲜度97%，平均分7.76/10。网站共识写道：“至关重要和小心谨慎的《逃离梦幻岛》深入刻画了年少时遭到性虐待的成年幸存者事后的复杂经历。”Metacritic评论20条，打出85/100，表示“非常好评”。
《名利场》的歐文·葛雷博曼认为两名男士的故事“非常有力量，令人信服”。《娱乐周刊》的克里斯汀·鲍德温（Kristen Baldwin）给出B级评价，批评电影“可悲得一面倒”，总结称：“作为一部纪录片，《逃离梦幻岛》是失败的。不过，作为一次清算，影片难以让人忘记”。《好莱坞报道者》的丹尼尔·费恩伯格（认为《逃离梦幻岛》“因为这是一部关于所谓罪行本身的影片，它几乎涵盖了罗布森和萨菲查克20多年来掩盖的秘密，或是欺瞒掩盖的真相，产生了很大损害。”他总结称：“可疑的是，看到这部影片，你也会有被凌辱的感觉”。《每日电讯报》给予影片5/5星评价，认为影片是“对虐待儿童行为的恐怖刻画”。
《滚石》大卫·菲尔（David Fear）认为：“这部影片给这些男士们一个论坛，很明显选了一个方面。然而，它讲述指控行为历史细节的缜密性，以及将细节个性化的惊人程度，确实很难摆脱。”《独立连线》的大卫·埃利希（David Ehrlich）认为影片很“枯燥”，“几乎谈不上是优秀的电影”，但却是“文化界依旧受到迈克尔·杰克逊阴影影响的鲜活关键档案”。艾丽莎·威尔金森（Alissa Wilkinson）认为纪录片“是针对迈克尔·杰克逊的破坏性证据”，“永远撼动不了这位流行偶像的遗产”。
《芝加哥太阳报》的理查德·罗帕表示：“看完这部极具破坏性，毫无疑问有说服力的电影，我不能百分百确定杰克逊虐待过这些所谓的受害者——但至少，至少我们认识到这么一位男人和一群小男孩建立如此亲密的关系有多么奇怪。”